# Hans Henrik Præstbro
Hans Henrik Præstbro (født 21. juli 1971 i Vejle) er en dansk musiker og lokalpolitiker. 

## Karriere
Præstbro startede for alvor sin egen professionelle karriere som musiker med bandet Janes Rejoice i 1990'erne. Men det var først som lydmand og siden fuldgyldigt medlem af popgruppen Nice Little Penguins, at han for alvor blev kendt i den brede offentlighed.
Undervejs har han dog også spillet sammen med en række andre kunstnere, heriblandt sangeren og skuespilleren Jimmy Jørgensen.
Hans Henrik Præstbro er også medstifter af electropop-bandet Fjernsyn, sammen med vennerne Bo Feierskov og Per Toftager.
Efter et mangeårigt engagement som fortaler for den blandede og mangfoldige folkeskole, først som skoleformand for Ellebjerg Skole i København (2013-18) og siden som projektleder i forældreforeningen 'Brug Folkeskolen'  (2017-2021), valgte Hans Henrik Præstbro at lade sig opstille for Socialdemokratiet i København til kommunalvalget 2021.